# Франческо Долчи де Вицковић
Франческо Долчи де Вицковић (Francesko Dolci de Visković, Дубровник 1742 — Стањевићи 1805) је био секретар владике Петра .
Био је свештеник у Перасту и Дубровнику и викар у Бечу и Петрограду. Као близак сарадник владике Петара I, путује с њим у Русију 1785. одакле је као и владика протеран.
Од избијање побуне у Грбљу 1802. аустријски представници сматрају га једним од главних покретача побуне и иницијатором за успостављање веза са Французима. Убедили су и руске представнике, који од 1803. почињу такође да оптужију влакику Петра I и Долчија за везу са Французима. Руска влада шаље у Црни Гору октобра 1803. грофа Марка Ивелића, а следеће године конзула А. Ф. Мазуревског да то расветле. За везе са Французима оптужен је искључиво Долчи, кога је Суд црногорских главара осудио 27. новембра 1804. на смрт, али му је смртна казна замењена вечитом робијом у оковима.
Ускоро после тога умро је у затвору.